# Regional Greenhouse Gas Initiative

Les dix États en vert foncé participent au RGGI. Les observateurs sont en vert pale.

Le Regional Greenhouse Gas Initiative (RGGI, ou ReGGIe) est une initiative régionale des États du Nord-Est des États-Unis visant à réduire les émissions de gaz à effet de serre. Il s’agit d’un programme de plafond et d’échange d’émissions (cap and trade) destiné aux centrales électriques.
Dix états participent actuellement à l’initiative. Le Québec, tout comme les provinces maritimes sont présentes en tant qu’observateurs.
Au printemps 2007, le maire de New York, Michael Bloomberg a promis une réduction de 30 % des émissions de dioxyde de carbone d'ici à 2030 dans sa ville. Il a décidé de mettre en œuvre une politique de rénovation énergétique des gratte-ciel, de plantation d'un million d'arbres et d'instauration d'un péage pour les véhicules pénétrant dans Manhattan.